# روان‌شناسی آموزشی فرگشتی
روان‌شناسی آموزشی فرگشتی (به انگلیسی: Evolutionary educational psychology) مطالعه رابطه بین دانش و توانایی‌های عامیانه ذاتی و سوگیری‌های استنباطی و اسنادی همراه است، زیرا این موارد بر یادگیری آکادمیک در زمینه‌های فرهنگی جدید فرگشتی، مانند مدرسه‌ها و محیط کار صنعتی تأثیر می‌گذارند.